# It's a Beautiful Life - Irodori
It's a Beautiful Life - Irodori (人生、いろどり?, Jinsei, irodori) è un film del 2012 diretto da Osamu Minorikawa.
La pellicola, ambientata nella prefettura di Tokushima, sull'isola di Shikoku, è basata su una sceneggiatura di Noriko Nishiguchi che ne è anche il produttore.

## Trama
La regione di Tokushima è economicamente depressa. Mentre la popolazione più giovane migra verso più attraenti poli commerciali, gli anziani della prefettura si ostinano a tenere vive le tradizioni familiari e a coltivare la terra tramandata da generazioni. Un giovane forestiero, Haruhiko Eda, si sforza di mandare avanti l'unica cooperativa della zona, tra la diffidenza dei locali e la loro derisione. Quando si accorge di come le foglie della flora locale, usate dai ristoranti di Tokushima per arricchire e decorare i piatti, suscitino l'interesse dei rari turisti, decide di lanciarsi nel commercio di foglie decorative. Il giovane riesce a coinvolgere tre intraprendenti anziane di Tokushima, Kaoru, Hanae e Michiko. Le tre amiche, dopo i primi fallimenti, litigi e incomprensioni riusciranno a trascinare tutte le donne del luogo e a fondare la prima impresa locale di foglie per ristoranti, la Irodori. Ad offuscare, tuttavia, le luci della ribalta per le abitanti di Tokushima sono i mariti delle stesse, incapaci di accettare la rivincita femminile sul piano economico-sociale, e i primi lutti tra le anziane raccoglitrici di foglie. L'impresa riesce comunque a fiorire, nonostante le avversità, e molti giovani ritornano nella regione per specializzarsi nel commercio di foglie e per costruire la loro vita.

## Accoglienza
Il film è stato scelto dall'Istituto giapponese di cultura di Roma per la rassegna cinematografica VariEtà 2019.